# Godlewo Wielkie
Godlewo Wielkie (prononciation : [ɡɔdˈlɛvɔ ˈvjɛlkʲɛ]) est un village polonais de la gmina de Nur dans le powiat d'Ostrów Mazowiecka de la voïvodie de Mazovie dans le centre-est de la Pologne.
Il se situe à environ 8 kilomètres au nord de Nur (siège de la gmina), 29 kilomètres à l'est d'Ostrów Mazowiecka (siège du powiat) et à 106 kilomètres au nord-est de Varsovie (capitale de la Pologne).

## Histoire
De 1975 à 1998, la gmina est attachée administrativement à le Powiat de Zambrów dans la voïvodie de Łomża.